# Huttonella bicolor
Huttonella bicolor (nomeada two-tone gullela em inglês) é uma espécie de molusco gastrópode terrestre predador pertencente à família Streptaxidae e classificada por Hutton no ano de 1834, com a denominação de Pupa bicolor. Foi originalmente descrita no "Journal of the Asiatic Society of Bengal" como sendo do sul da Ásia (Índia); porém, por ser uma espécie invasora em diversos continentes, sua origem certa não é bem definida. É a espécie-tipo de seu gênero.

## Descrição da concha, animal e hábitos
Esta espécie apresenta conchas de 7.5 milímetros de comprimento e com espiral alta, em forma de torre e sem umbílico. Seu ápice (parte inicial da espiral) e cada volta de sua concha são arredondados. Atingem 6 milímetros de comprimento. Lábio externo engrossado e expandido, apresentando características formações denticulares em seu interior e com uma formação achatada na área da columela. A coloração da concha é esbranquiçada, com alguma vermelhidão ou tons amarelados perto do ápice. O animal, de coloração amarelo pálida, possui apenas o par superior de tentáculos. Estes são de coloração laranja, permanecendo uma faixa de mesma coloração sobre o seu corpo; daí provindo a denominação bicolor (duas cores). Por sua concha ser translúcida, com o animal em seu interior ela torna-se de tonalidade amarelada ou laranja rosado.

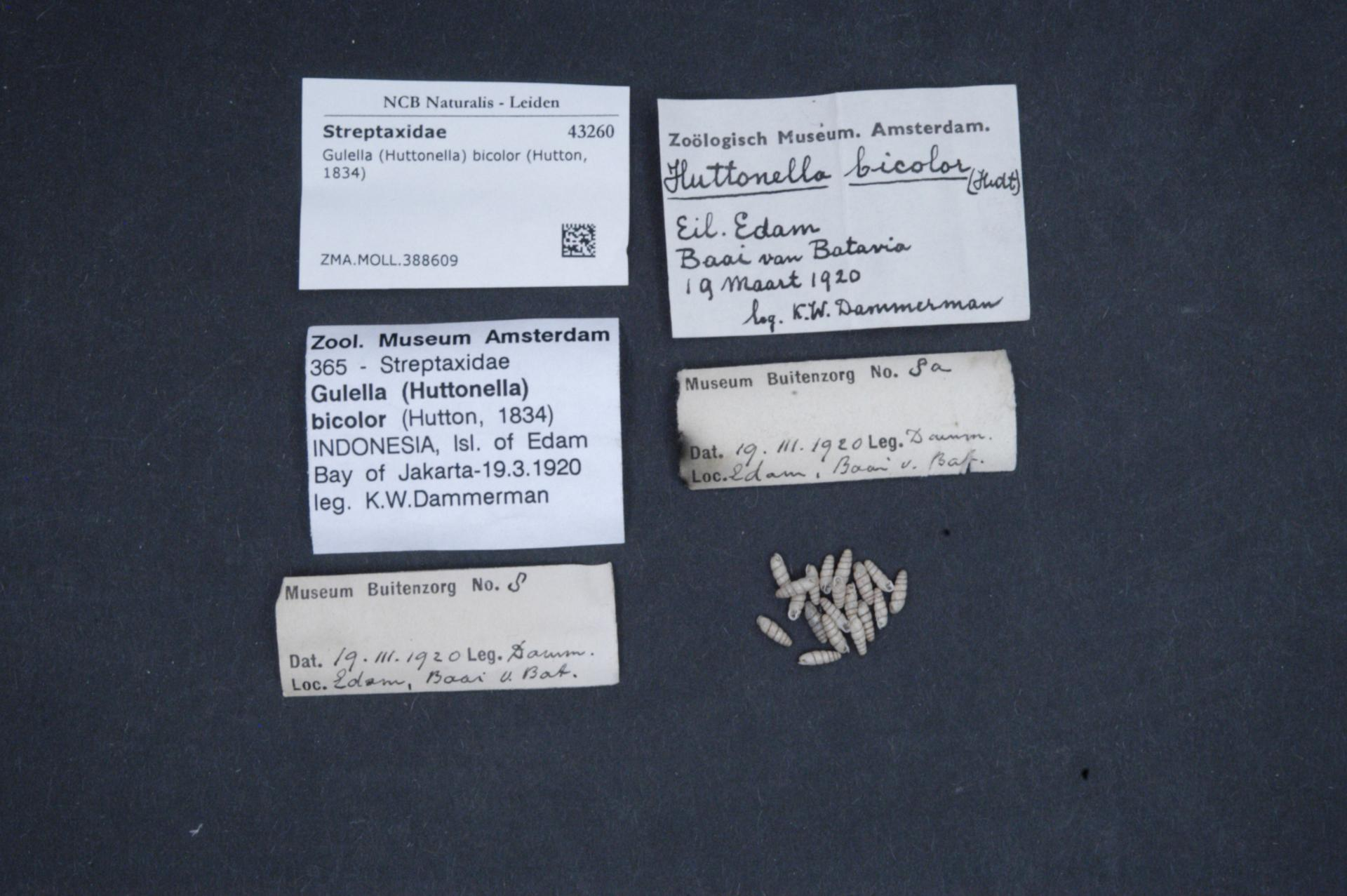
Dezoito pequenas conchas de H. bicolor (Hutton, 1838), em um museu.

Esta é uma espécie predadora, habitando planícies cultivadas, no solo e entre as folhas caídas ou em madeiras decompostas, de preferência em lugares úmidos, e alimentando-se de outros caracóis ou até mesmo praticando o canibalismo.

## Distribuição geográfica
Huttonella bicolor é uma espécie invasora. Originalmente descrita na Índia, em 1834, está distribuída pelo sudoeste e região central da Ásia, África. América do Norte, Central e do Sul, na Polinésia e no Território do Norte (Austrália).
Esta espécie foi relatada, no Brasil, nos estados do Acre (na Região Norte), em 2012; com seu primeiro avistamento em 2008, no Rio de Janeiro (na Região Sudeste). Porém o primeiro registro de sua presença no Brasil data de 1925, descrita por Henry Augustus Pilsbry, com exemplares coletados em Manaus, na Amazônia.